# Perusia zoma
Perusia zoma là một loài bướm đêm trong họ Geometridae.